# Carl Wilhelm Alfred Mauke
Carl Wilhelm Alfred Mauke (* 21. Oktober 1824 in Hamburg; † 1. Juni 1871 ebenda) war ein deutscher Buchhändler.

## Leben
Carl Wilhelm Alfred Mauke, Sohn des Johann Wilhelm Mauke und Enkel des Johann Gottlieb Mauke, war als Buchhändler in der Firma Perthes, Besser & Mauke tätig. Er war Mitglied im Börsenverein der Deutschen Buchhändler und 1871 stellvertretendes Mitglied des Literarischen Sachverständigen-Vereins.
Mauke diente beim Hamburger Bürgermilitär. Dort war er von 1857 bis 1859 als Oberleutnant Adjutant und 1860 Major beim Generalstab. Er hatte weitere Ämter inne, so war er von 1860 bis 1863 Niederrichter, 1868 bis 1870 Oberrichter und in dieser Eigenschaft war er 1870 Mitglied der Vormundschaftsdeputation. In der St. Petrikirche fungierte Mauke ab 1862 zunächst als Adjunkt, von 1865 bis 1870 war er Hundertachtziger und 1871 Gemeindeverordneter.
Von 1860 bis 1862 gehörte Mauke der Hamburgischen Bürgerschaft an, 1861 und 1862 als Schriftführer.